# Paweł Niewinny
Paweł Niewinny ps. „Bartosz”, (ur. 18 lipca 1917 w Bystrzycy Starej, zm. 5 maja 1946 r. w Niedrzwicy) – żołnierz Batalionów Chłopskich i Armii Ludowej, funkcjonariusz Milicji Obywatelskiej.
W okresie okupacji w połowie 1943 r. jako dowódca niewielkiego oddziału partyzanckiego BCh nawiązał współpracę z przedstawicielami PPR i GL. Wkrótce po powstaniu Krajowej Rady Narodowej i Armii Ludowej dowodzony przez niego oddział wszedł w skład AL. Stanowił jeden z oddziałów 1 Brygady AL im. Ziemi Lubelskiej. Działał głównie w powiatach: lubelskim, kraśnickim i krasnystawskim. Prowadził również w garnizonach BCh działalność polityczną na rzecz KRN i AL. Szczególnie ożywioną działalność przejawiał w trakcie wycofywania się hitlerowskich wojsk. 
Po wyzwoleniu Lubelszczyzny na rozkaz pułkownika Grzegorza Korczyńskiego organizował w powiecie lubelskim rady terenowe i oddziały Milicji Obywatelskiej. Był również komendantem powiatowym MO w Lublinie. 1 maja 1945 r. został awansowany do stopnia kapitana. Brał udział w walkach z antykomunistycznym podziemiem zbrojnym. Poległ w pościgu za oddziałem „Zapory”.
Był patronem Szkoły Podstawowej nr 2 w Świdniku.